# Центральне телеграфне управління (Коломбо)
Центральний телеграф Коломбо — це будівля в Коломбо, Шрі-Ланка, в якій розміщувався Цейлонський телеграфний департамент, попередник Sri Lanka Telecom. Вона розташована у форті Коломбо вздовж Дюк-стріт, навпроти штаб-квартири столичної поліції Коломбо; її було побудовано в 1910 або 1911 році, і зараз її використовує Sri Lanka Telecom.
Радіо Цейлон розпочало свої перші трансляції з цієї будівлі в 1923 році, використовуючи передавальний апарат із захопленого німецького підводного човна часів Першої світової війни .  У 1986 році в будівлі було підірвано бомбу забороненою сингальською групою Джанатхою Вімукті Перамуною , що призвело до загибелі 14 людей і значної шкоди будівлі. Після цього інциденту його було реставровано.